# Нам Џун Пајк
Нам Џун Пајк (Сеул, 20. јул 1932 – 29. јануара 2006, Мајами Бич) био је амерички уметник јужнокорејског порекла, једна од главних личности покрета Флуксус и пионир видео-арта.
Његова дела су била углавном инспирисана телевизијом у свим облицима.